# Ornithocephalus aristatus
Ornithocephalus aristatus là một loài thực vật có hoa trong họ Lan. Loài này được Pupulin & Dressler mô tả khoa học đầu tiên năm 2006.